# Высокое (Луганская область)
Высо́кое (укр. Високе) — село, относится к Троицкому району Луганской области Украины.
Население по переписи 2001 года составляло 23 человека. Почтовый индекс — 92135. Телефонный код — 6456. Занимает площадь 8,49 км². Код КОАТУУ — 4425487503.

## Местный совет
92130, Луганська обл., Троїцький р-н, с. Тополі, вул. Радянська, 14  (укр.)